# 凉州区
37°55′42″N 102°38′31″E / 37.928323°N 102.642034°E
凉州区是中华人民共和国甘肃省武威市下辖的市辖区，位于甘肃省中部。

## 历史沿革
凉州古稱姑臧、雍州、休屠、雄州，六朝古都、西北首府。凉州，曾经的前凉、后凉、南凉、北凉、大凉、西夏（神宗）諸國先後在此建都。凉州之名自此始。元封五年（前106），始置涼州，意思是“地处西方，常寒凉也”。
凉州，曾经有雍凉之都、天下要冲、国家番卫，凉国故地的称号。凉州雄踞于西北中心，凉国的国都所在，成为历朝历代西北的政治、军事、经济、文化中心。故有《周书》的凉州绯色天下最，有《后汉书》凉州之畜牧天下饶的盛誉。
唐代詩人王翰有《涼州詞》：“葡萄美酒夜光杯，欲飲琵琶馬上催”。王之渙亦有《涼州詞》：“黃河遠上白雲間，一片孤城萬仞山”。《樂苑》載：“《涼州》，宮調曲，開元凉州都督郭知運進”。
2001年5月9日，撤销武威地区和县级武威市，设立地级武威市。原武威市设立凉州区。

## 行政区划
凉州区下辖9个街道办事处、37个镇：东大街街道、西大街街道、东关街街道、西关街街道、火车站街街道、地质新村街街道、荣华街街道、宣武街街道、黄羊河街道、金羊镇、和平镇、松树镇、金沙镇、柏树镇、高坝镇、黄羊河街道、黄羊镇、武南镇、清源镇、永昌镇、双城镇、丰乐镇、羊下坝镇、中坝镇、永丰镇、古城镇、张义镇、发放镇、西营镇、四坝镇、洪祥镇、谢河镇、怀安镇、下双镇、清水镇、河东镇、五和镇、长城镇、吴家井镇、金河镇、韩佐镇、大柳镇、金塔镇、九墩镇、金山镇、新华镇、康宁镇和九墩滩指挥部。

## 地理
地势西南高东北低。凉州区位于石羊河流域。